# Sagartia rockalliensis
Sagartia rockalliensis is een zeeanemonensoort uit de familie Sagartiidae. De anemoon komt uit het geslacht Sagartia. Sagartia rockalliensis werd in 1924 voor het eerst wetenschappelijk beschreven door Carlgren. 